# 아른트 파이퍼
아른트 파이퍼(독일어: Arnd Peiffer, 1987년 3월 18일~)는 독일의 바이애슬론 선수, 스포츠 해설가이다. 올림픽에 3회 참가했으며 2014년 동계 올림픽 계주에서 은메달, 2018년 동계 올림픽에서 스프린트 종목 금메달과 계주 동메달을 획득했다. 또한 세계 선수권 대회에서 금메달 5개를 포함하여 총 메달 17개를 획득했다.